# Саммер-Шейд (Кентуккі)
Саммер-Шейд (англ. Summer Shade) — переписна місцевість (CDP) в США, в окрузі Меткаф штату Кентуккі. Населення — 294 особи (2020).

## Географія
Саммер-Шейд розташований за координатами 36°53′3″ пн. ш. 85°42′39″ зх. д. / 36.88417° пн. ш. 85.71083° зх. д. (36.884106, -85.710944).  За даними Бюро перепису населення США в 2010 році переписна місцевість мала площу 5,28 км², з яких 5,27 км² — суходіл та 0,01 км² — водойми.

## Демографія
Згідно з переписом 2010 року, у переписній місцевості мешкало 307 осіб у 128 домогосподарствах у складі 83 родин. Густота населення становила 58 осіб/км².  Було 144 помешкання (27/км²).
Расовий склад населення:
| - 91,9 % — білих - 6,8 % — чорних або афроамериканців |

До двох чи більше рас належало 0,7 %. Частка іспаномовних становила 1,0 % від усіх жителів.
За віковим діапазоном населення розподілялося таким чином: 25,1 % — особи молодші 18 років, 61,9 % — особи у віці 18—64 років, 13,0 % — особи у віці 65 років та старші. Медіана віку мешканця становила 40,3 року. На 100 осіб жіночої статі у переписній місцевості припадало 94,3 чоловіків;  на 100 жінок у віці від 18 років та старших — 94,9 чоловіків також старших 18 років.
Середній дохід на одне домашнє господарство  становив 46 407 доларів США (медіана — 43 447), а середній дохід на одну сім'ю — 49 469 доларів (медіана — 43 485). Медіана доходів становила 40 268 доларів для чоловіків та 28 214 долари для жінок. За межею бідності перебувало 14,1 % осіб, у тому числі 0,0 % дітей у віці до 18 років та 81,8 % осіб у віці 65 років та старших.
Цивільне працевлаштоване населення становило 134 особи. Основні галузі зайнятості: виробництво — 26,9 %, роздрібна торгівля — 18,7 %, науковці, спеціалісти, менеджери — 17,2 %.